# Natatolana woodjonesi
Natatolana woodjonesi là một loài chân đều trong họ Cirolanidae. Loài này được Hale miêu tả khoa học năm 1924.